# فوينيشيكا
فوينيشيكا (بالبلغارية: Войнишка)‏ قرية تقع إدارياً ضمن Sevlievo ‏ في بلغاريا. ويبلغ عدد سكانها 25 نسمة حسب تعداد 15 مارس 2015. تعتمد فوينيشيكا للبريد على الرمز البريدي 5458 وللاتصالات على رمز الاتصال الهاتفي المحلي 067302.